# 曹文逸
曹文逸，女，北宋宋徽宗年间的道士，能诗文，有女才子之名，相傳是神仙。宣和（1119年－1125年）年间，宋徽宗闻名召曹文逸入汴京，敕封为文逸真人，世称曹文逸真人，著有《赠罗浮道士邹葆光歌》、《灵源大道歌》等。是宋朝初兴时的元帅、枢密使曹彬的孫女。